# دينيس سانت جون
دينيس سانت جون (بالإنجليزية: Dennis St John)‏ (و. 1928 – 2007 م) هو ممثل، من المملكة المتحدة، توفي في مونتريال، عن عمر يناهز 79 عاماً.

## وصلات خارجية
- دينيس سانت جون على موقع IMDb (الإنجليزية)
- دينيس سانت جون على موقع قاعدة بيانات الفيلم (الإنجليزية)
- دينيس سانت جون على موقع كينوبويسك (الروسية)